# Георг Йозеф фон Валдщайн-Вартенберг
Георг Йозеф Йохан Непомуценус Раймунд Лео Франц фон Валдщайн-Вартенберг (на немски: Georg Joseph Johann Nepomucenus Raimund Leo Franz von Waldstein-Wartenberg; * 11 април 1768; † 26 април 1825 е бохемски благородник, граф на Валдщайн, господар на Вартенберг.

## Произход
Той е големият син (от девет деца) на граф Георг Кристиан фон Валдщайн-Вартенберг (1743 – 1743) и съпругата му графиня Анна Мария Елизабет Йохана Михаела Януария Улфелт-Гилаус (1747 – 1791), дъщеря на австрийския държавен и имперски дворцов канцлер граф Антон Корфиц Улфелдт (1699 – 1769) и принцеса Мария Елизабет фон Лобковиц (1726 – 1786). По-малкият му брат е Емануел Йохан Баптист Йозеф Леодегар (* 2 октомври 1773; † 11 февруари 1829).
Баща му Георг Кристиан става през 1765 г. господар на Лайтомишл. Градът става прочут по-късно като роден град на чешкия композитор Бедржих Сметана (1824 – 1884).
Линията фон Валдщайн-Вартенберг измира през 1901 г. с праправнукът му Георг Йохан (* 19 ноември 1875; † 24 април 1901, Индия).

## Фамилия
Георг Йозеф Йохан се жени на 19 април 1792 г. в Айзенщат за графиня Мария Франциска фон Хоенфелд (* 6 октомври 1771; † 27 юни 1831), дъщеря на граф Ото Франц де Паула фон Хоенфелд (1731 – 1776) и фрайин Мария Анна Франциска фон Щайн-Жетинген (1741 – 1801). Те имат един син:
- Антон Георг Кристиан фон Валдщайн-Вартенберг (* 11 юли 1793; † 13 март 1848), женен на 19 април 1817 г. в Литомишъл, Бохемия, за графиня Мария Кайетана фон Фюнфкирхен (* 27 януари 1795; † 1 февруари 1852)

## Галерия
- Замък Валдщйн
- Замък Вартенберг
- Дворец Литомишъл